# Das Nähen des Segels
Das Nähen des Segels spanisch Cosiendo la vela, englisch Sewing the Sail ist ein großformatiges Gemälde von Joaquín Sorolla aus dem Jahr 1896. Es wird dem Realismus zugeordnet und gehört zu der Schaffensphase des Künstlers, in der er nach seiner Zeit in Italien in seine Heimat Spanien zurückgekehrt war. Das Bild zeigt den lichtdurchfluteten Patio eines Hauses in Valencia in dem mehrere Personen damit beschäftigt sind, das Segel für ein Fischerboot zu reparieren. Sorolla stellte es erstmals 1897 im Salon de Paris aus.

## Beschreibung
Die Fischer, ihre Boote und Utensilien waren in der Zeit, als Sorolla jeden Tag malend am Strand von El Cabanal (Valencia) verbrachte, ein oft verwandtes Thema. Die Szene im Patio des Hauses ist voller Licht und viele blühende Pflanzen in Töpfen, wie Pelargonien, setzen leuchtende Farbakzente. In der Bildmitte erstreckt sich die weiße unebene Fläche des Segels, die dem Bild eine besondere Helligkeit in vielen farblichen Abstufungen verleiht. Das schwere Segel nimmt mit seiner dichten Masse aus gelblichem Weiß, unterbrochen von bläulichen und grünlichen Farbtönen bis zu den bräunlichen Tönen des Liektaus, den gesamten Vordergrund ein. Durch eine offene Tür im Bildhintergrund sind der Strand und das Meer zu erkennen. Sieben Personen, zwei Männer, fünf Frauen, sind um das Segel herum versammelt. Während die Männer das Segel halten oder Hinweise geben, sind die fünf Frauen mit Nähen beschäftigt. Die Szene befindet sich unter einer Laube, die Sonnenstrahlen, die durch die grünen Blätter gefiltert werden, punktieren die Szenerie mit hellen Flecken. Der Autor Leonard Williams sprach Sorella einmal darauf an, dass er in dem Gemälde nicht die geringste Spur eines völlig reinen Weiß entdecken konnte und dass das Segel, das das Auge des Betrachters zu blenden scheint, ganz von einem ausgeprägten Gelb sei. Daraufhin habe ihn der Künstler gefragt, ob er jemals in der Natur ein völlig reines Weiß gesehen habe? Williams verwies auf eine frisch getünchte weiße Hauswand und Sorella erwiderte, „an dieser Wand sind tausend Farben“.

## Hintergrund
Sorolla war nicht nur ein Künstler der heitere Bilder schuf, er befasste sich auch mit sozialkritischen Themen. Beispiele sind die Bilder Mädchenhandel (1894, Madrid, Museo Sorolla), Trauriges Vermächtnis (1899, Sammlung Fundación Bancaja) und Sie sagen noch immer, der Fisch sei zu teuer! (1894, Museo del Prado, Madrid). Waren seine Gemälde anfänglich in dunklen Farben gehalten, ähnlich seinem Vorbild Diego Velázquez, oder was den sozialkritischen Aspekt betrifft Adolph von Menzel, begann er nach seiner Rückkehr aus Italien 1894, wo er mit einem Stipendium des spanischen Staates arbeiten konnte, sich hauptsächlich mit dem Licht und den Farben seiner Heimat zu widmen, so entstanden zahlreiche Werke mit Strandszenen mit der Arbeit der Fischer, mit badenden glücklichen Kindern und auch das Nähen des Segels.

## Ausstellungen (Auswahl)
- 1897 im Pariser Salon
- 1897 VII. Internationale Kunstausstellung, im Glaspalast in München, Erster Preis (goldene Medaille)[5]
- 1898 Internationale Kunstausstellung in Wien, Ehrenmedaille (Große Staatsmedaille)[5]
- Exposición nacional de Bellas Artes de Madrid, 1899
- Joaquín Sorolla Spaniens Meister des Lichts 4. März bis 3. Juli 2016 in der Kunsthalle in München[6]
- Sorolla: Spanish Master of Light 18. März bis 7. Juli  2019 in der National Gallery in London

## Rezension
Sorolla stellte das Bild im Salon de Paris 1897 zum ersten Mal aus, doch es rief auf Grund seiner für den damaligen Geschmack sehr „gewagten“ Konzeption beim Publikum Unverständnis hervor, während die Kunstkritik das Bild lobte. Teilweise wurde jedoch kritisiert, dass das Gemälde zwar eine Ansammlung brillanter Stellen aufweise, die durch das Sonnenlicht erzeugt werden. Das lichtbeschienene weiße Tuch des Segels und die leuchtenden Farben der Kleidung der Figuren, der Blumen und der Pflanzen, die den schmalen und langen Ort der Szene umrahmen, würden die Aufmerksamkeit des Betrachters ablenken, so dass er nur schwer erkennen könne, was auf dem Bild dargestellt wird.
Der Schriftsteller Gaston Schéfer schrieb:

« Cousant la Voile […] est la gaieté même. Rien de moins compliqué, de moins profond que le sujet de ce grand tableau. […]  C’est du bon impressionisme, c’est la nature même »

„Das Nähen des Segels […] ist Freude pur. Nichts ist weniger kompliziert, weniger tiefschürfend, als das Thema dieses großen Gemäldes. […] Das ist guter Impressionismus: Die Natur selbst.“

Auch der Kunstkritiker Georges Lafenestre lobte das Bild als

« Un des rares […] spécimens de belle peinture gaie, vive, lumineuse »

„Eines der seltenen […] Beispiele der schönen heiteren Malerei, des lebenssprühenden glänzenden Lichts.“

Anlässlich der Ausstellung Joaquín Sorolla. Spaniens Meister des Lichts, 2016 in der Hypo-Kunsthalle, München schrieb die Autorin Barbara Reitter-Welter:

„Selbst eine profane Arbeit wie „das Nähen des Segels“ erscheint als ein magischer Akt. Der Maler, der in seiner Heimat Spanien glühend verehrt wird, ist in Deutschland nahezu unbekannt.“

## Provenienz
Im Jahr 1905 wurde das Gemälde für 10.000 Schweizer Franken auf der Biennale di Venezia für die Galleria Internazionale d’Arte Moderna in Venedig erworben.

## Rezeption
- Das Gemälde ist unter der Bezeichnung Das Ausbessern des Segels auch als Puzzle mit 500 Teilen 38 × 28 cm erschienen.